# Rosamunde Pilcherová
Rosamunde Pilcherová (22. září 1924 Lelant, Cornwall, Velká Británie – 6. února 2019), do roku 1965 známá pod pseudonymem Jane Fraser, byla britská spisovatelka a autorka mnoha romantických příběhů a románů pro ženy. Její knihy patří k nejlépe prodávaným titulům.

## Život a dílo
V letech 1943 až 1946 pracovala pro armádu. V prosinci 1946 se provdala a přestěhovala do Dundee ve Skotsku, kde její manžel Graham Pilcher zdědil rodinnou textilní továrnu. Měla čtyři děti a 14 vnoučat. Její syn, Robin Pilcher, je také romanopisec.
První krátká povídka jí vyšla v osmnácti letech. Psala romantické příběhy, jejich děj byl zpravidla situován do idylické skotské nebo cornwallské krajiny. Řadu povídek publikovala v časopisech pro ženy (první ještě během druhé světové války v magazínu Woman and Home). Mezi její nejznámější díla patří román Hledači mušlí (v originále The Shell Seekers), který vyšel v roce 1988. Doposud se po celém světě prodalo přes 5 milionů výtisků tohoto díla. Aktivní spisovatelskou kariéru ukončila v roce 2000.
Její díla jsou díky televizním adaptacím ZDF velmi oblíbená v Německu. V roce 2002 získala spolu s programovým ředitelem ZDF ocenění British Tourism Award za přínos jejího díla (respektive jeho televizních adaptací) pro turistiku. V roce 2002 jí královna Alžběta II. udělila Řád britského impéria. Dne 3. února 2019 utrpěla mrtvici, které podlehla o tři dny později.

## Dílo
- Spící tygr, originál: Sleeping Tiger (1967)
- Pustý dům, originál: The Empty House (1973)
- Ve znamení blíženců, originál: Under Gemini (1976)
- Divoký tymián, originál: Wild Mountain Thyme (1979)
- Kolotoč, originál: The Carousel (1982)
- Letní hlasy, originál: Voices in Summer (1984)
- Modrá ložnice a jiné povídky, originál: The Blue Bedroom and Other Stories (1985)
- Hledači mušlí, originál: The Shell Seekers (1988)
- Září, originál: September (1990)
- Jarní vánice, originál: Snow in April (1991)
- Návrat domů, originál: Coming Home (1995)
- Zimní slunovrat, originál: Winter Solstice (2000)